# B-SIDE RENDEZ-VOUS
『B-SIDE RENDEZ-VOUS』（ビーサイド ランデヴー）は、布袋寅泰の4作目のベスト・アルバム。2000年1月26日に東芝EMI/EASTWORLDより、ライブ・アルバム『TONIGHT I'M YOURS』とセットの2枚組でDUAL CD PACKとしてリリースされた。

## 解説
1993年～1999年にリリースされたシングルのカップリング曲などを収録しており、裏『GREATEST HITS 1990-1999』にあたる作品である。

## 収録曲
| #         | タイトル                          | 作詞                             | 作曲                             | 編曲      | 時間  |
| --------- | --------------------------------- | -------------------------------- | -------------------------------- | --------- | ----- |
| 1.        | 「サイバーシティーは眠らない」    | 布袋寅泰                         | 布袋寅泰                         | 布袋寅泰  | 4:21  |
| 2.        | 「GET YOUR GUN」                  | 森雪之丞                         | 布袋寅泰                         | 布袋寅泰  | 3:40  |
| 3.        | 「COOL CAT （fetish-mix）」       | 森雪之丞                         | 布袋寅泰                         | 布袋寅泰  | 4:20  |
| 4.        | 「TOGETHER 」                     | 布袋寅泰                         | 布袋寅泰・Mike Edwards           | 布袋寅泰  | 4:26  |
| 5.        | 「DAY BY DAY」                    | 布袋寅泰                         | 布袋寅泰                         | 布袋寅泰  | 4:51  |
| 6.        | 「七年目の幽霊（ゴースト）」      | 布袋寅泰                         | 布袋寅泰                         | 布袋寅泰  | 4:13  |
| 7.        | 「FUN FUN FUN」                   | -                                | 布袋寅泰                         | 布袋寅泰  | 3:06  |
| 8.        | 「SUGAR BABY LOVE （drive-mix）」 | Wayne Bickerton・Tony Waddington | Wayne Bickerton・Tony Waddington | 布袋寅泰  | 4:20  |
| 9.        | 「CRYING IN THE CHAPEL」          | ARTHUR GLENN                     | ARTHUR GLENN                     | 布袋寅泰  | 3:34  |
| 10.       | 「SLASH! CRASH! FLASH!」          | 森雪之丞                         | 布袋寅泰                         | 布袋寅泰  | 4:11  |
| 11.       | 「SAVE ME」                       | 布袋寅泰                         | 布袋寅泰                         | 布袋寅泰  | 6:44  |
| 12.       | 「ESCAPE '99」                    | 布袋寅泰                         | 布袋寅泰                         | 布袋寅泰  | 4:33  |
| 合計時間: | 合計時間:                         | 合計時間:                        | 合計時間:                        | 合計時間: | 52:19 |

### 楽曲解説
1. サイバーシティーは眠らない
  - 10thシングル「スリル」のカップリング曲。
  - Sputnik The Next Generationに提供した｢CYBER SPACE PARTY｣のセルフカバー。
2. GET YOUR GUN
  - 16thシングル「バンビーナ」のカップリング曲。
3. COOL CAT （fetish-mix）
  - 9thシングル「POISON」カップリング曲のバージョン違い。次曲と繋がるように編集されている。
4. TOGETHER
  - 11thシングル「ラストシーン」のカップリング曲。前曲と繋がるように編集されている。
5. DAY BY DAY
  - 12thシングル「命は燃やしつくすためのもの」のカップリング曲。
6. 七年目の幽霊（ゴースト）
  - 6thシングル「さらば青春の光」のカップリング曲。
7. FUN FUN FUN
  - プレイステーションソフト「STOLEN SONG」のテーマ曲。
8. SUGAR BABY LOVE （drive-mix）
  - ライブ・アルバム『GUITARHYTHM WILD』に収録されているルベッツのカバーのバージョン違い。
9. CRYING IN THE CHAPEL
  - 8thシングル「薔薇と雨」のカップリング曲。
  - エルヴィス・プレスリーのカバー。
10. SLASH! CRASH! FLASH!
  - 17thシングル「NOBODY IS PERFECT」のカップリング曲。
11. SAVE ME
  - 14thシングル「CHANGE YOURSELF!」のカップリング曲。
  - 映画「SF サムライ・フィクション」の主題歌。
  - サウンド・トラック・アルバム『SF -ORIGINAL MOTION PICTURE SOUNDTRACK-』にも収録されている。
12. ESCAPE '99
  - 7thシングル「サレンダー」カップリング曲の新録。

## 演奏
- 今井邦彦：Remix (#3.7.8.12)
- 木本ヤスオ、岸利至：Computer Programming (#3.7.8.12)